# Гергард фон Кампц
Курт Гергард «Герт» фон Кампц (нім. Kurt Gerhard „Gert“ von Kamptz; 27 грудня 1902, Позен — 16 травня 1998, Кіль) — німецький офіцер, капітан-цур-зее крігсмаріне. Кавалер Лицарського хреста Залізного хреста з дубовим листям.

## Біографія
В 1923 році вступив у рейхсмаріне. З 1932 року — командир 1-ї, з листопада 1938 року — 2-ї флотилії катерів-тральщиків. Успішно діяв у Північному морі під час операції «Везерюбунг». 14 березня 1941 року очолив 8-ї флотилії катерів-тральщиків, на чолі якої потопив ворожі торгові судна загальною водотоннажністю 400 000 брт, не втративши жодного катера. 1 березня 1943 року призначений командиром 4-ї конвойної флотилії, дислокованої в Ла-Спеції. Влітку 1943 року провів ряд успішних операцій в Італії, а в жовтні 1943 року був призначений начальником мінно-загороджувального училища в Кілі, а в жовтні 1944 року очолив відділ ОКМ. 5 березня 1945 року призначений комендантом датського острову Борнгольм, де взятий в полон радянськими військами. 1 січня 1954 року в якості неамністованого злочинця переданий владі ФРН і звільнений.

## Звання
- Єфрейтор (1 квітня 1924)
- Фенріх-цур-зее (1 квітня 1925)
- Оберфенріх-цур-зее (1 травня 1926)
- Лейтенант-цур-зее (1 січня 1927)
- Оберлейтенант-цур-зее (1 липня 1929)
- Капітан-лейтенант (1 квітня 1935)
- Корветтен-капітан (1 квітня 1939)
- Фрегаттен-капітан (1 квітня 1943)
- Капітан-цур-зее (1 липня 1943)

## Нагороди
- Медаль «За вислугу років у Вермахті» 4-го і 3-го класу (12 років)
- Медаль «У пам'ять 22 березня 1939 року» (26 жовтня 1939)
- Залізний хрест 2-го і 1-го класу (21 травня 1940) — отримав 2 нагороди одночасно.
- Лицарський хрест Залізного хреста з дубовим листям
  - лицарський хрест (6 жовтня 1940)
  - дубове листя (№ 225; 14 квітня 1943)
- Нагрудний знак мінних тральщиків
- Нагрудний знак «За поранення» в чорному
- Хрест Воєнних заслуг 2-го класу з мечами (1 вересня 1944)